# Les Tonils
Les Tonils sont une commune française située dans le département de la Drôme, en région Auvergne-Rhône-Alpes.

## Géographie

### Localisation
Le village des Tonils est situé à 20 km au nord-est de Dieulefit.

### Relief et géologie
Sites particuliers
- Col Soubeyrand[1].

### Hydrographie

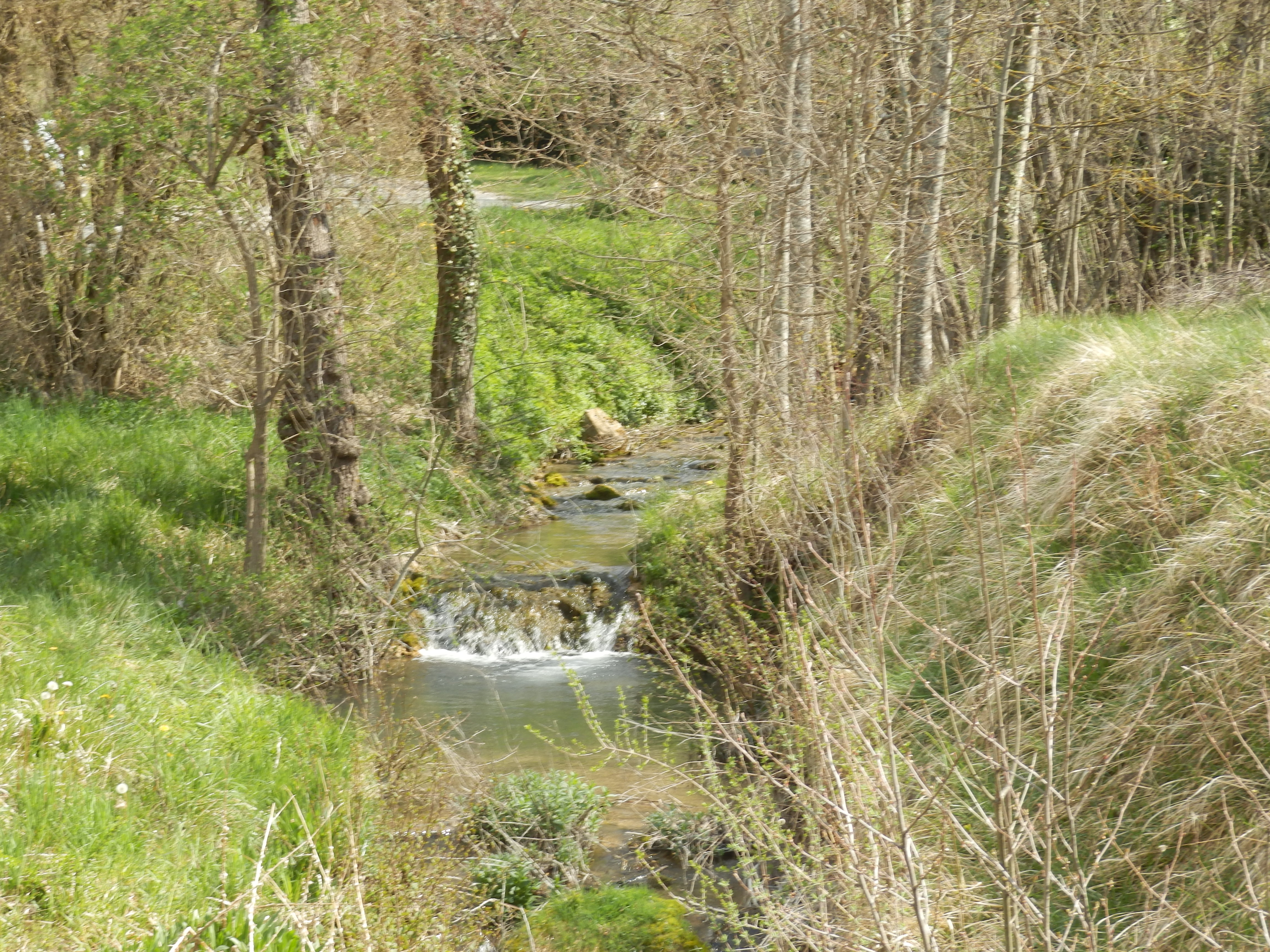
Le Liouroux.

La commune est arrosée par le ruisseau Le Liouroux.

### Climat
Pour des articles plus généraux, voir Climat d'Auvergne-Rhône-Alpes et Climat de la Drôme.
En 2010, le climat de la commune est de type climat méditerranéen altéré, selon une étude du Centre national de la recherche scientifique s'appuyant sur une série de données couvrant la période 1971-2000. En 2020, Météo-France publie une typologie des climats de la France métropolitaine dans laquelle la commune est exposée à un climat de montagne ou de marges de montagne et est dans la région climatique Alpes du sud, caractérisée par une pluviométrie annuelle de 850 à 1 000 mm, minimale en été.
Pour la période 1971-2000, la température annuelle moyenne est de 11 °C, avec une amplitude thermique annuelle de 17 °C. Le cumul annuel moyen de précipitations est de 1 020 mm, avec 8,8 jours de précipitations en janvier et 5 jours en juillet. Pour la période 1991-2020, la température moyenne annuelle observée sur la station météorologique de Météo-France la plus proche, « Bourdeaux », sur la commune de Bourdeaux à 5 km à vol d'oiseau, est de 11,9 °C et le cumul annuel moyen de précipitations est de 953,4 mm,. Pour l'avenir, les paramètres climatiques de la commune estimés pour 2050 selon différents scénarios d'émission de gaz à effet de serre sont consultables sur un site dédié publié par Météo-France en novembre 2022.

### Voies de communication et transports

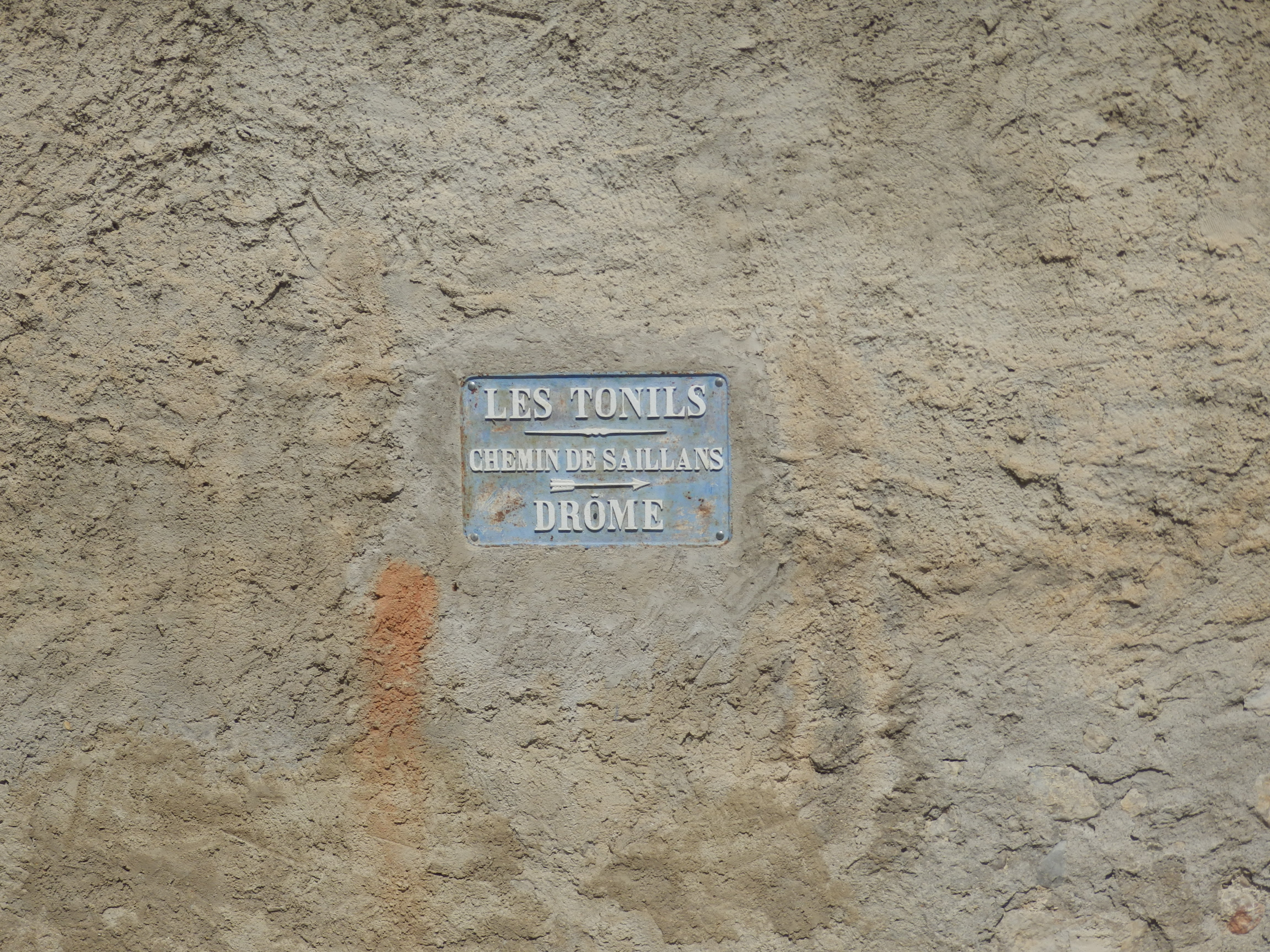
Chemin de Saillans.

La commune est reliée à la route de Nyons par la RD 195.

## Urbanisme

### Typologie
Au 1er janvier 2024, Les Tonils sont catégorisés commune rurale à habitat très dispersé, selon la nouvelle grille communale de densité à 7 niveaux définie par l'Insee en 2022.
Elle est située hors unité urbaine et hors attraction des villes,.

### Occupation des sols
L'occupation des sols de la commune, telle qu'elle ressort de la base de données européenne d’occupation biophysique des sols Corine Land Cover (CLC), est marquée par l'importance des forêts et milieux semi-naturels (100 % en 2018), une proportion identique à celle de 1990 (100 %). La répartition détaillée en 2018 est la suivante :
forêts (50,3 %), milieux à végétation arbustive et/ou herbacée (49,7 %). L'évolution de l’occupation des sols de la commune et de ses infrastructures peut être observée sur les différentes représentations cartographiques du territoire : la carte de Cassini (XVIIIe siècle), la carte d'état-major (1820-1866) et les cartes ou photos aériennes de l'IGN pour la période actuelle (1950 à aujourd'hui).

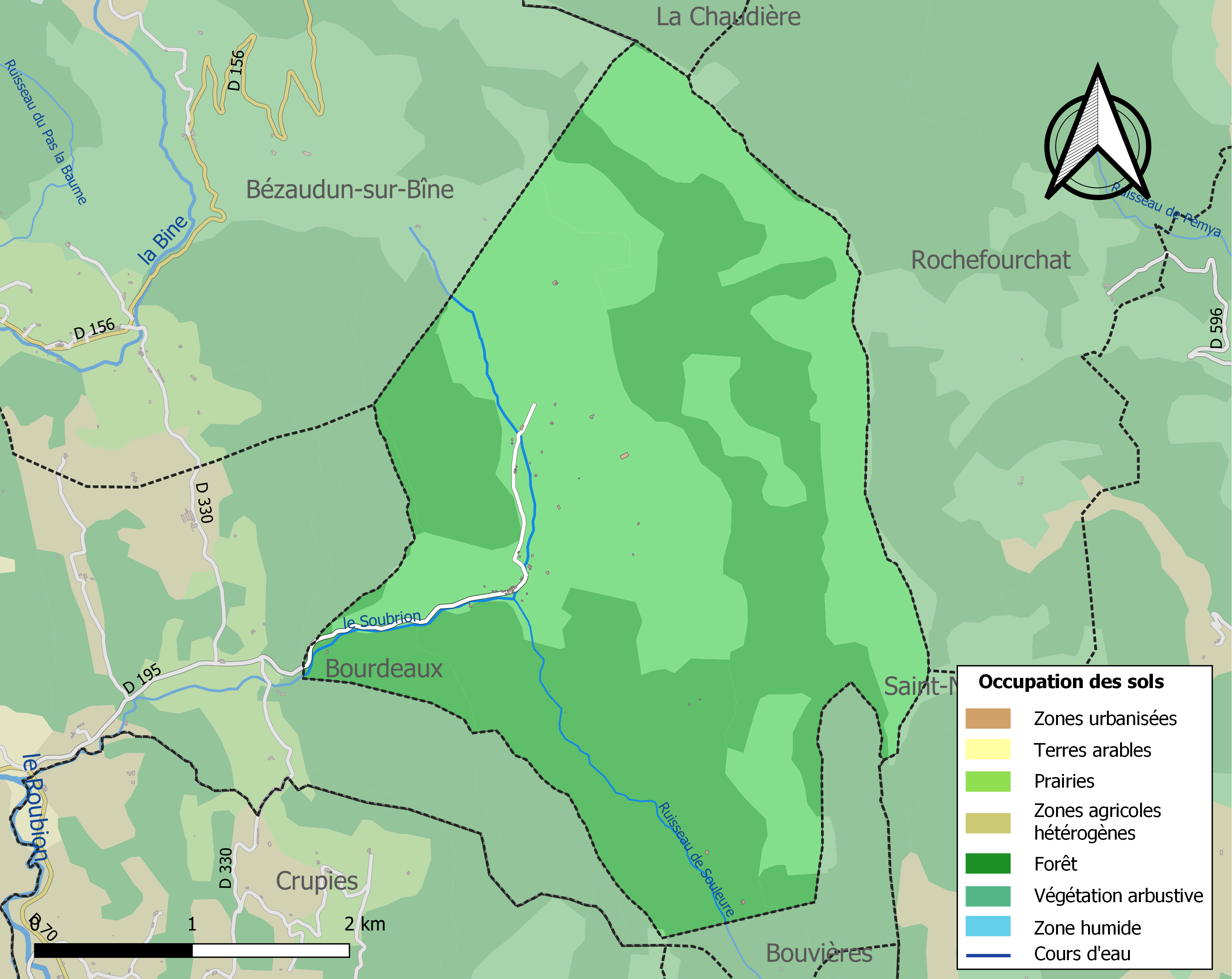
Carte des infrastructures et de l'occupation des sols de la commune en 2018 (CLC).

## Toponymie
La commune se nomme Los Tonils en occitan provençal[réf. nécessaire].

### Attestations
Dictionnaire topographique du département de la Drôme :
- 1300 : Thonilz (inventaire de la chambre des comptes).
- 1327 : Tonilhum (archives de la Drôme, E 798).
- 1332 : Conils (sic) (Gall. christ., XVIe siècle, 129).
- 1363 : de Tunyllis (terrier Du Puy).
- 1480 : de Tonnillis (archives de la Drôme, E 2537).
- 1644 : Thounilz (visites épiscopales).
- 1700 : Les Tonins (archives de la Drôme, E 2447).
- 1705 : Lestonnils (dénombrement du royaume).
- 1891 : Les Tonils, commune du canton de Bourdeaux.

## Histoire

### Du Moyen Âge à la Révolution
La seigneurie :
- Au point de vue féodal, Les Tonils étaient une terre premièrement possédée par les Bourdeaux.
- Avant 1300 : elle passe aux Chavanon.
- 1383 : elle est échangée contre celle d'Aubenasson avec les comtes de Valentinois.
- Les comtes la font entrer dans le mandement de Bourdeaux. Elle y reste jusqu'à la Révolution.

Avant 1790, les Tonils était une communauté de l'élection de Montélimar, de la subdélégation de Crest et du bailliage de Die.

Elle formait une paroisse du diocèse de Die dont l'église était dédiée à saint Silvestre. Les dîmes appartenaient au prieur de Bourdeaux qui présentait à la cure.

### De la Révolution à nos jours
En 1790, la commune est comprise dans le canton de Bourdeaux.

## Politique et administration

### Liste des maires
| Période                                  | Période                        | Identité                                   | Étiquette   | Qualité                            |
| ---------------------------------------- | ------------------------------ | ------------------------------------------ | ----------- | ---------------------------------- |
| Les données manquantes sont à compléter. |                                |                                            |             |                                    |
|                                          | 1851                           | Étienne Piollet                            | républicain | maire en 1851, suspendu trois mois |
| 1851                                     |                                | Louis Gresse                               |             |                                    |
| 1874                                     |                                | ?                                          |             |                                    |
| 1878                                     |                                | ?                                          |             |                                    |
| 1884                                     |                                | ?                                          |             |                                    |
| 1888                                     |                                | ?                                          |             |                                    |
| 1892                                     |                                | ?                                          |             |                                    |
| 1896                                     |                                | ?                                          |             |                                    |
| 1900                                     |                                | ?                                          |             |                                    |
| 1904                                     |                                | ?                                          |             |                                    |
| 1908                                     |                                | ?                                          |             |                                    |
| 1912                                     |                                | ?                                          |             |                                    |
| 1919                                     |                                | ?                                          |             |                                    |
| 1925                                     |                                | ?                                          |             |                                    |
| 1929                                     |                                | ?                                          |             |                                    |
| 1935                                     |                                | ?                                          |             |                                    |
| 1945                                     |                                | ?                                          |             |                                    |
| 1947                                     |                                | ?                                          |             |                                    |
| 1953                                     |                                | ?                                          |             |                                    |
| 1959                                     |                                | ?                                          |             |                                    |
| 1965                                     |                                | ?                                          |             |                                    |
| 1971                                     |                                | ?                                          |             |                                    |
| 1977                                     | ?                              | Jacqueline Poisson                         | DVG         |                                    |
| 1983                                     |                                | ?                                          |             |                                    |
| 1989                                     |                                | ?                                          |             |                                    |
| 1995                                     |                                | ?                                          |             |                                    |
| 2001                                     | 2014                           | Claudette Monin                            |             |                                    |
| 2014                                     | 2020                           | Frédéric Jost                              | SE          |                                    |
| 2020                                     | En cours (au 19 décembre 2020) | Jean-François Poisson[source insuffisante] |             |                                    |

## Population et société

### Démographie
L'évolution du nombre d'habitants est connue à travers les recensements de la population effectués dans la commune depuis 1793. Pour les communes de moins de 10 000 habitants, une enquête de recensement portant sur toute la population est réalisée tous les cinq ans, les populations de référence des années intermédiaires étant quant à elles estimées par interpolation ou extrapolation. Pour la commune, le premier recensement exhaustif entrant dans le cadre du nouveau dispositif a été réalisé en 2007.

En 2022, la commune comptait 22 habitants, en évolution de +4,76 % par rapport à 2016 (Drôme : +2,64 %, France hors Mayotte : +2,11 %).
| 1793 | 1800 | 1806 | 1821 | 1831 | 1836 | 1841 | 1846 | 1851 |
| ---- | ---- | ---- | ---- | ---- | ---- | ---- | ---- | ---- |
| 240  | 271  | 241  | 232  | 227  | 241  | 218  | 202  | 191  |

| 1856 | 1861 | 1866 | 1872 | 1876 | 1881 | 1886 | 1891 | 1896 |
| ---- | ---- | ---- | ---- | ---- | ---- | ---- | ---- | ---- |
| 174  | 178  | 180  | 150  | 143  | 154  | 142  | 102  | 105  |

| 1901 | 1906 | 1911 | 1921 | 1926 | 1931 | 1936 | 1946 | 1954 |
| ---- | ---- | ---- | ---- | ---- | ---- | ---- | ---- | ---- |
| 105  | 92   | 79   | 71   | 61   | 47   | 38   | 48   | 25   |

| 1962 | 1968 | 1975 | 1982 | 1990 | 1999 | 2006 | 2007 | 2012 |
| ---- | ---- | ---- | ---- | ---- | ---- | ---- | ---- | ---- |
| 10   | 10   | 14   | 20   | 20   | 20   | 18   | 18   | 13   |

| 2017 | 2022 | - | - | - | - | - | - | - |
| ---- | ---- | - | - | - | - | - | - | - |
| 25   | 22   | - | - | - | - | - | - | - |

### Enseignement
La commune relève de l'académie de Grenoble.

### Médias
Le territoire de la commune se situe dans l'aire de diffusion de plusieurs médias :
- Presse écrite
  - Le Dauphiné libéré, quotidien régional qui consacre, chaque jour, y compris le dimanche, dans son édition de « La vallée de la Drôme » un ou plusieurs articles à l'actualité du canton et de la commune, ainsi que des informations sur les éventuelles manifestations locales, les travaux routiers, et autres événements divers à caractère local.
  - L'Agriculture Drômoise, journal d'informations agricoles et rurales, couvre l'ensemble du département de la Drôme.
  - Drôme Hebdo (ancien Peuple Libre), hebdomadaire chrétien d'informations.
  - Journal du Diois et de la Drôme.
- Presse audio-visuelle
  - France Bleu est une radio publique diffusée sur son territoire.

## Économie

### Agriculture
En 1992 : élevage.
- Produits locaux : fromage picodon[1].

## Culture locale et patrimoine

### Lieux et monuments
- Ancienne église Saint-Marc des Tonils, rustique[1].

### Héraldique, logotype et devise
|  | Les Tonils possède des armoiries dont l'origine et le blasonnement exact ne sont pas disponibles. |